# Notícias... do Fim do Nada
Notícias... do Fim do Nada é um dos mais antigos fanzines de ficção científica do Brasil, criado em 1991 na cidade de Porto Alegre por Ruby Felisbino Medeiros, médico aposentado e pesquisador de FC.
Em setembro de 2009, o autor anunciou que o fanzine havia chegado à sua última edição.